# Головне ядро трійчастого нерва

Головне ядро трійчастого нерва

Головне ядро трійчастого нерва (лат. nucleus principalis nervi trigemini) – одне з чутливих ядер трійчастого нерва. Розташоване в мості (тому його ще називають мостовим (понтинним) ядром), латерально від моторного ядра та спереду від спинномозкового ядра. Це ядро сприймає тактильні подразнення. Складається з вторинних нейронів, чиї дендрити прямують до нейронів трійчастого вузла, а аксони прямують в ЦНС.